# Hàn vương Tín
Hàn vương Tín (Hán văn phồn thể: 韓王信, giản thể: 韩王信; ? – 196 TCN) là vua chư hầu nước Hàn thời Hán Sở trong lịch sử Trung Quốc. Vì ông trùng tên và sống cùng thời với danh tướng Hàn Tín nên thường được gọi là Hàn vương Tín để phân biệt.

## Thân thế
Hàn vương Tín vốn là dòng dõi nước Hàn thời Chiến Quốc, cùng họ với Hàn Tương vương. Từ nhỏ, ông đã tỏ ra là người có sức khoẻ và tài năng.

## Giúp Hán chống Sở
Năm 208 TCN, tướng nước Sở là Hạng Lương lập Sở Hoài Vương lên ngôi để chống nhà Tần, lại nghe theo đề nghị của người nước Hàn cũ là Trương Lương nên lập Hàn Thành làm Hàn vương để có thêm vây cánh. Hàn Tín là dòng dõi chư hầu nên cũng được bổ nhiệm làm tướng quân bên cạnh Hàn Thành và Tư đồ Trương Lương. Lúc này danh tướng Hàn Tín chưa hề có tiếng tăm khi phục vụ ở nước Sở.
Ông cùng Hàn Vương Thành đi theo Lưu Bang đánh Tần có công, được phong làm chức Thái úy.
Năm 206 TCN, Hạng Vũ diệt nhà Tần, phong cho các chư hầu. Hàn Vương Thành vì để cho bầy tôi là Trương Lương đi theo giúp Hán Vương Lưu Bang nên bị giáng xuống tước Hầu, mang về quản thúc ở Bành Thành rồi bị giết. Hạng Vũ cho thủ hạ Trịnh Xương làm Hàn Vương.
Khi đó danh tướng Hàn Tín đã bỏ Hạng Vũ sang hàng Lưu Bang, được phong làm Đại tướng, giúp Hán Vương Tây tiến. Năm 205 TCN, trong lúc Hạng Vương đi đánh Điền Vinh ở nước Tề, Hán Vương Lưu Bang cùng Đại tướng Hàn Tín bình định Tam Tần và dẹp Hàn Vương Trịnh Xương. Trịnh Xương đầu hàng. Hán Vương bèn phong cho Đô úy Hàn Tín nước Hàn làm Hàn vương. Từ đây ông chính thức được gọi là Hàn Vương Tín.
Năm 204 TCN, sau trận Bành Thành, Lưu Bang thua chạy về cố thủ ở Vinh Dương. Hạng Vũ mang quân vây Vinh Dương. Lưu Bang nhờ Kỷ Tín đóng giả ra đầu hàng để lừa Hạng Vũ rồi lẻn qua cửa tây chạy trốn về Thành Cao, giao cho Hàn vương Tín cùng Chu Hà, Tung Công và Ngụy Vương Báo ở lại giữ Vinh Dương.
Lưu Bang đi thoát, Hạng Vũ thấy Kỷ Tín biết là bị lừa, bèn công phá Vinh Dương dữ dội. Cuối cùng thành Vinh Dương bị quân Sở hạ, Hàn vương Tín cùng Chu Hà, Tung Công bị bắt sống. Tung Công và Chu Hà không hàng Sở nên bị giết, Hàn Vương Tín hàng Hạng Vương, bị Hạng Vương giam cầm. Sau đó ông tìm cách bỏ trốn về với Lưu Bang, được giữ chức Hàn Vương như cũ.
Trong khi đó, Đại tướng Hàn Tín đã diệt được nước Ngụy và Triệu, chuẩn bị đánh nước Tề.

## Bị cải phong, theo Hung Nô
Năm 202 TCN, Lưu Bang diệt Sở, lên ngôi hoàng đế. Hàn vương Tín được chính thức phong làm Hàn Vương cai trị nước Hàn. Đại tướng Hàn Tín khi đó bị cải phong từ Tề vương thành Sở vương.
Năm 201 TCN, Lưu Bang dời Hàn vương Tín sang vùng Thái Nguyên xa xôi ở phía bắc, đóng đô ở Mã Ấp, tiếp giáp với Hung Nô. Năm đó Sở Vương Hàn Tín bị Lưu Bang lừa bắt về kinh đô và giáng làm Hoài Âm Hầu.
Mùa thu năm 201 TCN, vua Hung Nô là Mặc Đốn mang quân vây đánh Mã Ấp. Hàn Vương Tín không chống nổi, nhiều lần phải cầu hoà với Mặc Đốn. Lưu Bang sai tướng đi cứu Thái Nguyên, nghe tin ông nhiều lần cầu hoà với Hung Nô nên nghi ông làm phản, sai sứ đến khiển trách ông. Hàn Vương Tín quá lo sợ, bèn quay sang đầu hàng Hung Nô, dâng Mã Ấp cho Mặc Đốn và cùng Hung Nô đánh Hán.
Mùa đông năm 200 TCN, Lưu Bang thân chinh đi đánh Hung Nô, gặp quân Hàn Vương Tín. Hai bên kịch chiến ở Đồng Đề. Hàn vương Tín thua trận bỏ chạy sang Hung Nô.
Bộ tướng của Hàn Vương Tín là Vương Hoàng, Mạn Khâu Thần bèn dựng một người dòng dõi nước Triệu thời Chiến Quốc là Triệu Lợi làm vương, rồi thu thập binh lính của Hàn vương Tín còn tản mát các nơi, liên lạc với ông cùng bàn kế chống Hán.
Mặc Đốn sai Tả Hiền vương mang hơn 1 vạn quân cùng Vương Hoàng đóng ở phía nam Quảng Vũ, kịch chiến với quân Hán ở Tấn Dương. Quân Hung Nô thua trận. Lưu Bang truy kích quân địch, từ Tấn Dương tiến lên đánh Bình Thành. Khi quân Hán đến núi Bạch Đăng thì bị quân Hung Nô bủa vây. Lưu Bang bị khốn đốn ở đây, phải sai người đến thuyết phục vợ Mặc Đốn là Yên Chi tác động, Mặc Đốn mới lui quân. Hàn Vương Tín được lệnh của vua Hung Nô, liên tiếp mang quân đánh phá biên giới nhà Hán.

## Không về Hán
Năm 197 TCN, ông sai Vương Hoàng đi thuyết phục Trần Hy làm phản nhà Hán. Năm 196 TCN, Hàn vương Tín lại đánh phá biên giới phía bắc, tiến vào Tham Hợp. Trần Hy cũng làm phản ở đất Đại. Lưu Bang mang quân đi đánh Trần Hy, sai Sài Vũ mang quân đánh Hàn Vương Tín. Sài Vũ viết thư cho ông, khuyên trở lại hàng Hán.
Hàn vương Tín bèn viết thư trả lời như sau:
"Tôi vốn là dân thường nơi xóm ngõ, Hoàng thượng phong cho làm Hàn Vương,... nhưng đã mắc ba tội lớn: một là trong trận Vinh Dương tôi đã không lấy cái chết báo đáp mà lại hàng Hạng Vương; hai là khi Hung Nô đánh Mã Ấp, tôi không giữ thành ấp mà dâng thành cho địch; ba là tôi đang cầm quân cho kẻ địch đánh nhau với Tướng quân. Ngày xưa Văn Chủng và Phạm Lãi chẳng mắc một tội tình nào, vậy mà sau khi lập được công rồi, người thì bị giết, người thì phải chạy trốn. Còn tôi bây giờ mắc 3 tội với Hoàng thượng, còn muốn ung dung sống trên đời, chắc rằng không thể được. Tôi mong được quay về, chỉ có điều tình thế chưa cho phép mà thôi."
Không lâu sau, Sài Vũ tấn công Tham Hợp. Hàn Vương Tín không chống nổi, thua trận. Sài Vũ hạ thành và giết chết ông. Cùng năm, Hoài Âm Hầu Hàn Tín cũng bị nghi ngờ cùng Trần Hy làm phản ở kinh đô và bị Lã Hậu dụ vào cung Vị Ương chém chết.